# Esqueuomorfisme
L'esqueuomorfisme (provinent del mot anglès skeuomorphism) és una tècnica de disseny que consisteix a la representació d'una eina digital conservant ornaments o estructures que eren necessàries a l'objecte físic amb la mateixa funció. El terme prové del grec skéuos (σκεῦος) que significa 'got' o 'eina', i morphê, (μορφή) que significa 'forma'. Un objecte esqueuomorf és aquell que ha estat dissenyat segons aquesta tècnica.
La tècnica s'aplica sovint a aplicacions informàtiques amb funcions pràctiques. Aquestes imiten no només el funcionament d'un instrument anterior, sinó també el seu aspecte visual o els seus sons característics de manera fidel. Per exemple, l'aplicació informàtica per a prendre notes al sistema operatiu mòbil iOS reprodueix un bloc de paper. Igualment, les càmares que incorporen molts telèfons mòbils per a fer fotografies poden imitar el so del d'una càmera rèflex. De la mateixa manera, un programari per escoltar emissores de ràdio pot tenir un aspecte visual similar al dels aparells de ràdio, per exemple, amb un dial per a escollir el canal en lloc d'una caixa de text.
Fins al sistema operatiu mòbil iOS 7, Apple va utilitzar l'esqueumorfisme per a les seves aplicacions.